# Fatau Dauda
Fatau Dauda (Obuasi, 6 de abril de 1985) es un futbolista ghanés que juega en la demarcación de portero.

## Trayectoria
Debutó como futbolista en 2004 con el Okwahu United. Jugó en el club durante dos años, hasta que en 2006 fichó por el Ashanti Gold SC. Desde 2006 hasta 2013 jugó en el club ghanés hasta que el 14 de agosto de 2013 fue traspasado al Orlando Pirates F. C. de Sudáfrica. La temporada de su debut ganó la Copa de Sudáfrica, su primer título como futbolista.
En febrero de 2022 se oficializó su incorporación por el Asante Kotoko S. C., pero el fichaje se truncó días después al no poder ser inscrito.

## Selección nacional
Dauda fue convocado por primera vez con la selección de fútbol de Ghana para jugar la Copa Africana de Naciones 2008, además de ser el primer portero en la edición de 2013.
El 12 de mayo de 2014 el entrenador de la selección de Ghana, Akwasi Appiah, incluyó a Dauda en la lista preliminar de 26 jugadores preseleccionados para la Copa Mundial de Fútbol de 2014. Semanas después, el 1 de junio, fue ratificado en la lista final de 23 jugadores que viajaron a Brasil.

### Participaciones en Copas del Mundo
| Mundial                        | Sede   | Resultado      |
| ------------------------------ | ------ | -------------- |
| Copa Mundial de Fútbol de 2014 | Brasil | Fase de grupos |

## Clubes
| Club                        | País      | Año       |
| --------------------------- | --------- | --------- |
| Okwahu United               | Ghana     | 2004-2006 |
| Ashanti Gold S. C.          | Ghana     | 2006-2013 |
| Orlando Pirates F. C.       | Sudáfrica | 2013-2014 |
| Chippa United F. C.         | Sudáfrica | 2014      |
| Ashanti Gold S. C.          | Ghana     | 2014-2016 |
| Enyimba International F. C. | Nigeria   | 2017-2019 |
| Legon Cities F. C.          | Ghana     | 2020-2021 |

## Palmarés

### Campeonatos nacionales
| Título            | Club                  | País      | Año  |
| ----------------- | --------------------- | --------- | ---- |
| Copa de Sudáfrica | Orlando Pirates F. C. | Sudáfrica | 2014 |